# Hawkins (serie televisiva)
Hawkins è una serie televisiva statunitense in 8 episodi trasmessi per la prima volta nel corso di una sola stagione dal 1973 al 1974. Pur essendo ben accolta dalla critica e pur vincendo un Golden Globe (miglior attore in serie televisive drammatiche a James Stewart), la serie fu cancellata dopo una sola stagione. In lingua italiana furono dapprima trasmessi i singoli episodi su emittenti regionali nel 1982, poi l'intera serie fu riproposta nel 1983 su Telemontecarlo col titolo James Stewart avvocato e detective.

## Trama
Beauville, Virginia Occidentale. Billy Jim Hawkins è un avvocato di provincia che indaga sui casi che gli vengono proposti con l'assistenza del cugino R.J. Hawkins.

## Episodi
| Stagione       | Episodi | Prima TV USA | Prima TV Italia |
| -------------- | ------- | ------------ | --------------- |
| Prima stagione | 8       | 1973-1974    | 1982            |

## Titoli episodi
- 1. Orrore per la difesa
- 2. Assassinio a Hollywood
- 3. Delitto per omissione
- 4. La scheda della morte
- 5. La faida
- 6. Lo stadio della violenza
- 7. Delitto al tredicesimo
- 8. Candidato all'omicidio

## Personaggi
- Billy Jim Hawkins (8 episodi, 1973-1974), interpretato da James Stewart.
- R.J. Hawkins (3 episodi, 1973-1974), interpretato da Strother Martin.
- Edith Dayton-Thomas (2 episodi, 1973), interpretata da Bonnie Bedelia.
- Julia Dayton (2 episodi, 1973), interpretata da Kate Reid.
- Joseph Harrelson (2 episodi, 1973), interpretato da David Huddleston.
- dottor Aaronson (2 episodi, 1973), interpretato da Dana Elcar.
- Vivian Vincent (2 episodi, 1973), interpretata da Antoinette Bower.
- Carl Vincent (2 episodi, 1973), interpretato da Robert Webber.
- giudice (2 episodi, 1973), interpretato da Ivan Bonar.
- Brigitta (2 episodi, 1973-1974), interpretata da Suzanne Hunt.
- Clara Guilfoyle (2 episodi, 1973), interpretata da Diana Douglas.
- Theresa Colman (2 episodi, 1973), interpretata da Margaret Markov.
- Jeremiah Stocker (2 episodi, 1973), interpretato da Mayf Nutter.

## Produzione
La serie, ideata da Robert Hamner e David Karp, fu prodotta da Arena Productions e MGM Television e girata negli studios della Metro-Goldwyn-Mayer a Culver City in California. Le musiche furono composte da Jerry Goldsmith.

### Registi
Tra i registi della serie sono accreditati:
- Jud Taylor (4 episodi, 1973-1974)
- Paul Wendkos (3 episodi, 1973-1974)
- Robert Scheerer (1 episodio, 1974)
- Jeff Corey

## Distribuzione
La serie fu trasmessa negli Stati Uniti dal 1973 al 1974 sulla rete televisiva CBS.
Alcune delle uscite internazionali sono state:
- negli Stati Uniti il 2 ottobre 1973 (Hawkins)
- nei Paesi Bassi il 1º marzo 1974
- in Svezia il 3 gennaio 1981 (Kalla mig Billy Jim)
- in Italia il 15 marzo 1982